# Бузольт, Георг
Георг Бузольт (нем. Georg Busolt; 13 ноября 1850 года, Кеппуррен, Восточная Пруссия — 2 сентября 1920 года, Гёттинген) — немецкий историк-эллинист. Профессор Кильского (с 1879 года) и Гёттингенского (с 1897 года) университетов.
Родился в местечке Кеппуррен, близ Инстербурга. С 1869 года изучал в Кёнигсберге историю и философию. В 1875 году за исследование о Спинозе («Die Grundzüge der Erkenntnistheorie und Metaphysik Spinozas», Берл., 1875) получил премию. В 1875—1876 годах ездил в Италию и Грецию, после чего занялся исследованием истории античности. С 1879 года профессор Кильского университета. В 1897 года он стал профессором Гёттингенского университета, где проработал до своей смерти.
Автор работ по истории Древней Греции времён архаики и классики, отличающихся большим количеством использованных источников. Как указывает СИЭ, он преувеличивал значение права, а также отмечался модернизацией.

## Сочинения
- Der zweite athenische Bund und die auf der Autonomie beruhende, hellenische Politik von der Schlacht bei Knidos bis zum Frieden des Eubulos. Teubner, Leipzig 1874.
- Die Grundzüge der Erkenntnißtheorie und Methaphysik Spinozas. Berlin 1875.
- Die Lakedaimonier und ihre Bundesgrenzen. Teubner, Leipzig 1878.
- Forschungen zur Griechischen Geschichte. Breslau 1880.
- Griechische Geschichte bis zur Schlacht bei Chaeroneia. 3 Bände in 4. Perthes, Gotha 1885–1904 (teilweise in 2. Auflage; reicht nur bis zum Ende des Peloponnesischen Krieges).
- Die griechischen Staats-, Kriegs- und Privataltertümer. Nördlingen, Beck 1887.
3. Auflage unter dem Titel: Griechische Staatskunde. 1. Hauptteil: Allgemeine Darstellung des griechischen Staates. Beck, München 1920; Nachdruck 1979, ISBN 3-406-01360-0. (Handbuch des klassischen Altertumswissenschaft, Bd. 4, Abt. 1.)